# Seaba's Filling Station
La Seaba's Filling Station est une ancienne station-service américaine à Warwick, dans le comté de Lincoln, en Oklahoma. Située le long de la route 66, elle a été construite en 1921. Elle est inscrite au Registre national des lieux historiques depuis le 9 février 1995.